# Stelis calodyction
Stelis calodyction är en orkidéart som beskrevs av Richard Spruce. Stelis calodyction ingår i släktet Stelis och familjen orkidéer. Inga underarter finns listade i Catalogue of Life.